# Фърм
Фърм (на английски: The Firm) е английска рок супер група. В състава ѝ влизат певецът Пол Роджърс (от Free и Bad Company), китаристът Джими Пейдж (от Led Zeppelin), басистът Тони Франклин (свирил с Дейвид Гилмор, Кейт Буш, Whitesnake, Рой Харпър, Глен Хюз, Тери Бозио, Роби Кругер) и барабанистът Крис Слейд (от Юрая Хийп). Първоначално Пейдж иска бившия барабанист на Йес Бил Бръфорд и басиста Пино Паладино, но Бръдфорд има договор с друга компания, а Паладино е на туре с Пол Йънг. Така групата се оформя в този състав през 1984 г.
И Пейдж, и Роджърс не желаят да изпълняват материал от старите си групи и се насочват към селекция от соло албумите си, както и към нови песни с по-сантиментално и комерсиално звучене. Въпреки че решават да не използват стари парчета, последната песен от „The Firm“, озаглавена „Midnight Moonlight“ всъщност е издадената от Лед Цепелин песен „The Swan Song“. Това навежда критиците на мисълта, че идеите на Пейдж привършват. В последвали интервюта китаристът заявява, че никой от групата не очаквал да запишат повече от два албума. След като групата се разпада, Пейдж и Роджърс продължават соловите си проекти. Слейд се присъединява към AC/DC, а Франклин към Blue Murder.

## Състав
- Пол Роджърс – вокал, рутъм китара, акустична китара
- Джими Пейдж – китара, ритъм китара, акустична китара
- Тони Франклин – бас, клавишни, синтезатор
- Крис Слейд – барабани, перкусия, беквокали

## Албуми
- „The Firm“ (1985)
- „Mean Business“ (1986)

### Сингли
- „Radioactive“ (1985) #28 САЩ
- „Satisfaction Guaranteed“ (1985) #73 САЩ
- „All The King's Horses“ (1986) #61 САЩ
- „Live In Peace“ (1986)

### Филми и DVD-та
- „The Firm Live at Hammersmith 1984“ (1984) (видео, издадено в ограничен тираж)
- „Five From the Firm“ (1986)